# 關門隧道 (山陽本線)
關門隧道（日语：／ Kanmon tonneru */?）是位於日本關門海峽下的海底隧道，為山陽本線鐵路下關-門司段的一部分，為日本本土第一條海底隧道。全長約3.6公里，早於1936年動工，並於1942年及1944年分階段通車。為了與公路專用的關門國道隧道區別，通常會以關門鐵路隧道（／ Kanmon tetsudō tonneru）稱呼。
此隧道亦是第一條跨越關門海峽的通道，從此來往海峽兩邊不需要再依賴渡輪，而相關渡輪最後亦在1964年停航。

## 歷史
為實踐鐵路現代化，鐵道省於1910年4月首次提議興建跨越關門海峽的通道，以接駁山陽本線與鹿兒島本線。
翌年，兩個跨越關門海峽通道的方案正式出爐：在橋樑方案中，將興建一條908.3米長、離水面61米高的橋樑，而選址與今日的關門橋相若；而隧道方案則有兩個走線，但起點及終點分別均在彥島和門司站。
由於橋樑會限制船隻通過海峽，而且成本遠較隧道方案為高。因此，鐵道省最後採用隧道方案。
但到了1920年代及1930年代初，由於關東大地震及大蕭條，關門隧道的建設曾兩度擱置。直到1934年，由於關門聯絡船承載力飽和，興建關門隧道才再被提上日程，並在兩年後動工。
隧道原訂於1945年完工。由於太平洋戰爭爆發，為了加強軍用物資供給鏈，軍方要求有關單位加緊施工。因此，東線提早於1942年通車，並於同年11月通電，供載客列車使用；至於西線則較原定提早一年通車。
1987年4月1日，隧道擁有權隨著國鐵分割民營化，由原日本國有鐵道移交予JR九州。

## 施工

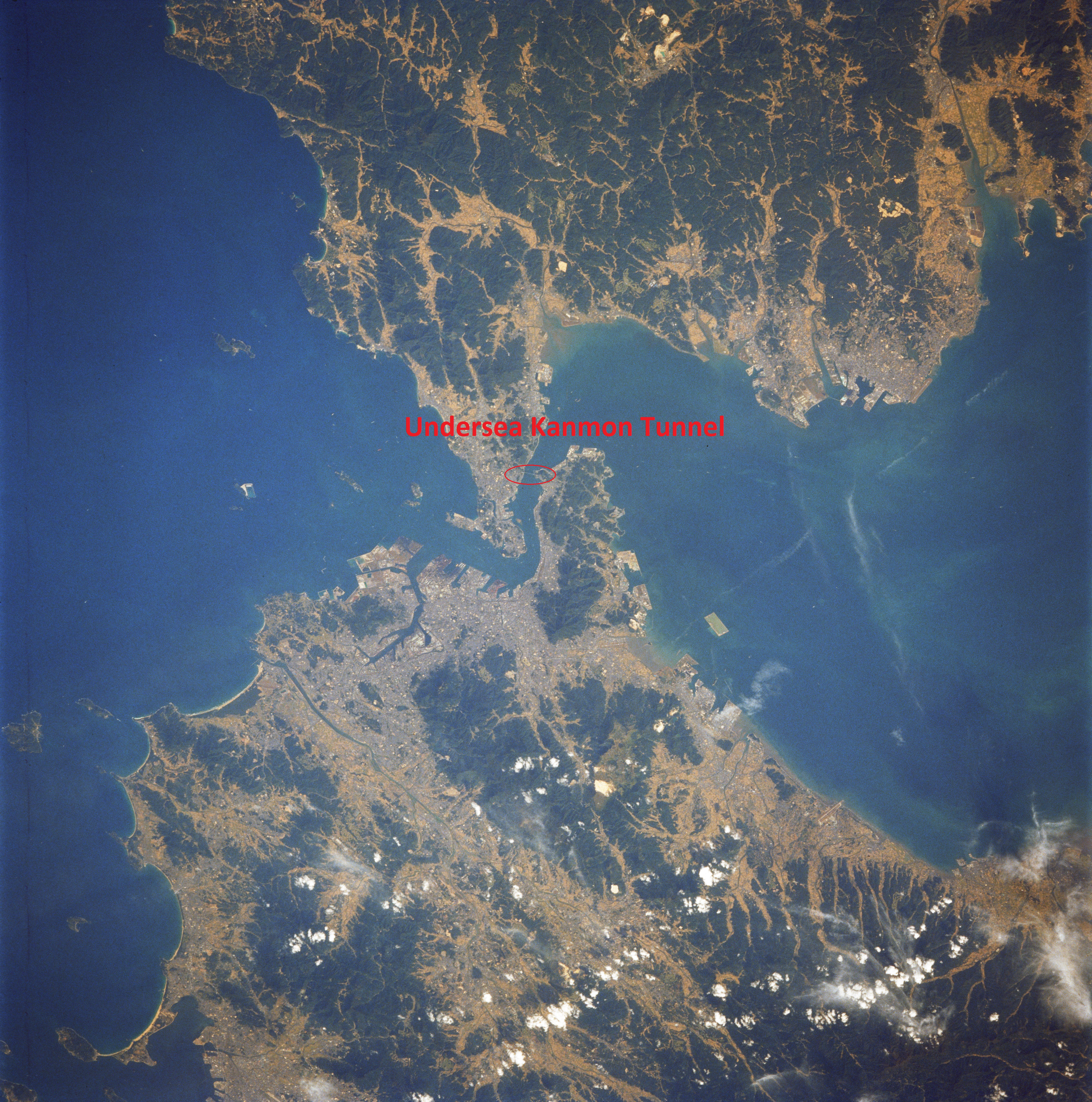
日本本州岛和九州岛之间的海底关门隧道

此隧道有一大部分位於堅硬岩層內，因此施工方式以鑽爆為主，而在海底部分則採用隧道鑽挖機。此外，門司一方的陸上隧道亦採用沉箱技術，以及加壓暗挖方式興建。

## 標段劃分
此隧道主要分為兩個標段施工，並以縣界劃分：山口縣標段由間組承建，而福岡縣標段由大林組承建。